# Steyr M1912
Steyr M1912 là loại súng ngắn bán tự động được phát triển vào khoảng năm 1910 và bắt đầu đi vào sản xuất năm 1911. Lô hàng đầu tiên được sản xuất cho Chile. Sang năm sau đó nó được thông qua để trang bị cho lực lượng quân đội của đế quốc Áo-Hung cũng như lực lượng quân đội Romania. Nhà máy sản xuất vũ khí nổi tiếng Steyr đã chế tạo loại súng này cho đến khi kết thúc chiến tranh thế giới thứ nhất với loại đạn sử dụng là 9×23mm Steyr. Sau khi Đức Quốc xã chiếm được Áo năm 1939 rất nhiều súng loại này đã được chỉnh sửa chuyển sang sử dụng đạn 9×19mm Parabellum tiêu chuẩn của Đức và trang bị cho tuyến thứ hai của lực lượng lượng quân đội ngoài tiền tuyến cũng như lực lượng cảnh sát của mình nên súng thường được gọi là Steyr-Hahn (Hahn nghĩa là búa trong tiếng Đức).

## Thiết kế
Steyr M1912 được phát triển từ khẩu Roth-Krnka M.7 nên có nhiều điểm giống với loại súng này như sử dụng cơ chế nạp đạn bằng độ giật lùi nòng ngắn, nòng xoay tại chỗ cùng hai bộ móc khóa với hai móc lớn mỗi bộ để khóa cố định nòng, nhưng khác là súng đã thay thoi nạp đạn bằng khối trượt. Bộ khóa trước được đặc khớp vào hai rãnh xoắn khắc trong thân súng, nó sẽ làm nòng súng xoay khi lùi lại. Bộ khóa phía sau sẽ móc vào khối lùi để khóa cố định, khi nòng xoay lúc lùi lại nó sẽ mở khóa khối lùi và cung cấp động lực để đẩy khối trượt lùi lại bắt đầu chu kỳ nạp đạn. Nòng sẽ ngừng lại và giữ cố định sau khi di chuyển một đoạn ngắn do một móc chống vào một khe trong thân súng còn khối trượt tiếp tục lùi về phía sau để nhả vỏ đạn, nó sẽ chỉ trở về chỗ cũ khi khối trượt được lò xo đẩy trở về khớp với các móc và đẩy nòng súng lên cũng như xoay để khóa cố định.
Hệ thống nhắm cơ bản của súng là điểm ruồi. Nút khóa an toàn nằm ở phía trái súng phía trên tay cầm, để sử dụng chỉ việc kéo khối trượt về phía sau và bật nút lên nó sẽ không cho khối trượt di chuyển.Hộp đạn của súng được đặc cố định trong tay cầm của súng và xạ thủ sẽ dùng một cái kẹp đạn thiết kế cho súng để đẩy đạn vào hộp đạn thông qua khe nhả vỏ đạn phía trên lúc khối trượt được kéo khóa giữ cố định phía sau. Sau khi đẩy đạn vào xong xạ thủ sẽ nhấn một nút ở phía bên thân súng để khối trượt được đẩy lên trên trở về vị trí cũ nạp đạn và chuẩn bị bắn. Nếu cần lấy đạn ra khỏi súng thì xạ thủ sẽ kéo thoi nạp đạn về phía sau và nhấn vào nút nhả đạn thì lò xo trong hộp đạn sẽ đẩy tất cả đạn trong nó ra ngoài.
Trong chiến tranh thế giới thứ nhất nhà máy Steyr cũng sản xuất mẫu M.12 có thể chọn chế độ bắn từng viên và tự động với nút chọn chế độ bắn nằm ở bên trái súng, với hộp đạn dài hơn chứa 16 viên cũng như thêm báng súng để xạ thủ dùng chống lại lực giật khi bắn ở chế độ tự động.